# Strada A14
La strada A14 (in inglese A14 road) è una delle principali strade di categoria A della Gran Bretagna, con una lunghezza di 204 chilometri. Collega l'intersezione di Catthorpe, un nodo viario di rilevanza nazionale situato all'estremità meridionale dell'autostrada M6 e presso lo svincolo 19 della M1, nella contea del Leicestershire, al porto di Felixstowe, nel Suffolk.

Rappresenta la principale arteria di trasporto dell'Anglia orientale, utilizzata intensamente per il traffico merci e passeggeri tra il Regno Unito e l'Europa continentale.
La strada A14 fa parte delle strada europee E24 ed E30.

## Percorso
La strada A14 inizia dall'intersezione di Catthorpe, un importante nodo stradale dove si incrocia con le autostrade M1 e M6. Da qui attraversa Kettering, nel Northamptonshire, e prosegue verso Huntingdon, dove corre parallela alla A1 passando per Brampton, nel Cambridgeshire.
Dopo aver bypassato completamente Huntingdon da sud, la A14 continua oltre Bar Hill in direzione Cambridge, raggiungendo la fine della M11 e la A428 all'intersezione di Girton. Prosegue verso est attraversando la parte nord di Cambridge fino a Newmarket. Qui si unisce brevemente alla A11 per formare la tangenziale di Newmarket tra gli svincoli 36 e 38.
La A11 si separa verso nord, mentre la A14 continua attraverso Bury St Edmunds e Stowmarket. Poi aggira Ipswich tramite il ponte di Orwell e termina al porto di Felixstowe.
La strada è a doppia carreggiata, con due corsie per senso di marcia nella maggior parte dei tratti. Alcune sezioni, però, hanno tre corsie per senso di marcia: sulla tangenziale di Newmarket (tra gli svincoli 36 e 38), a Kettering (tra gli svincoli 7 e 9) e tra Milton e Brampton (svincoli 22-33). Tra Bar Hill e l'intersezione di Girton, c’è un breve tratto a quattro corsie per senso di marcia.
Lungo il percorso si trovano tre svincoli a raso: con la B663 a Bythorn (svincolo 15), alla deviazione per Leighton Bromswold (svincolo 17) e alla rotatoria di Dockspur, vicino a Felixstowe (svincolo 60).

## Storia
L'attuale A14 comprende tratte di precedenti strade: una parte della ex A45 tra Felixstowe e Cambridge, la A604 tra Cambridge e Kettering, un breve segmento della ex A6 a ovest di Kettering e una nuova strada di collegamento costruita all'inizio degli anni novanta del XX secolo, tra Kettering e l'intersezione con la M1 e la M6 a Catthorpe.
Storicamente, la A14 originale era nota come Royston-Alconbury Trunk Road; la A604 come Barton Seagrave-Harwich Trunk Road; mentre la A45 come Ipswich-Weedon Trunk Road.
Prima dell'attuale configurazione, il percorso principale tra Birmingham e i porti dell'Haven seguiva la M6, la M1, la A428 e la A45, attraversando Coventry, Rugby, Northampton, Bedford, St Neots e Cambridge, per poi continuare attraverso le città lungo l'attuale A14 fino a Felixstowe. In precedenza, la designazione A14 identificava un tratto compreso tra la A10 a Royston e la A1 ad Alconbury, lungo parte dell'antica Ermine Street. La sezione che attraversa Huntingdon è oggi parte della A1307, a seguito dell'apertura del bypass di Huntingdon e della demolizione del viadotto ferroviario che attraversava il fiume Great Ouse.
La M45, costruita nel 1959 in parallelo a una porzione della vecchia A45 nelle Midlands, fu inaugurata contemporaneamente alla M1 e divenne rapidamente una delle sezioni più trafficate dell'autostrada. Negli anni sessanta e settanta del XX secolo fu aperta la M6, che dirottò il traffico verso i porti utilizzando il percorso dalla giunzione 1 della M6 tramite la A427 fino a Market Harborough, poi un breve tratto della A6 fino a Kettering e infine la A604 fino a Cambridge, da dove si collegava alla vecchia A45. Attualmente la M45 ha un traffico ridotto.
I lavori di ammodernamento del tratto da Huntingdon verso est iniziarono negli anni settanta del XX secolo. Il bypass di Huntingdon fu completato nel 1973, seguito dal tratto Girton-Bar Hill (1975-1976) e dal bypass nord di Cambridge con il collegamento Cambridge-Newmarket (1976-1977). Il tratto tra Bar Hill e Huntingdon fu aperto nel 1979, poco prima dell’apertura completa della M11 nel 1980. Il bypass meridionale di Ipswich, incluso il ponte di Orwell, fu realizzato tra il 1982 e il 1985.
Tra il 1989 e il 1991 furono eseguiti lavori di miglioramento sulla A604 tra Kettering e Huntingdon. In questo periodo fu costruita anche la nuova strada di collegamento da Catthorpe a Kettering, nota come "M1-A1 link road". Questo progetto, frutto di lunghe consultazioni pubbliche e di numerose obiezioni, soprattutto riguardo al tratto vicino al sito della battaglia di Naseby, fu inaugurato nel 1994.
Negli anni 2000 furono completati ulteriori lavori per migliorare la sicurezza e la capacità della strada, incluso il riallineamento di alcuni tratti e la costruzione di nuovi svincoli. Tra il 2009 e il 2010 furono installati sistemi avanzati per la gestione del traffico, come cartelli a messaggio variabile e telecamere.
La rete di autobus guidati del Cambridgeshire, aperta nel 2011, è stata progettata per ridurre il traffico sulla A14, sebbene l'effetto netto previsto sia modesto.
Il progetto per l'aumento della capacità di trasporto merci tra Felixstowe e Nuneaton, concepito per ridurre il traffico di autocarri sulla A14 tra il porto di Felixstowe e le Midlands, è stato inaugurato nel 2011. L'intervento ha comportato un potenziamento della capacità ferroviaria e l'adeguamento al profilo di carico W10, consentendo così il trasporto di container marittimi di grandi dimensioni del tipo "Hi-cube".
Tra il 2013 e il 2015, un tratto vicino a Kettering fu ampliato a tre corsie. Infine, tra il 2014 e il 2016, l'intersezione di Catthorpe, punto terminale occidentale della A14, fu sottoposta a una vasta ristrutturazione per migliorare la fluidità del traffico tra la A14, la M6 e la M1.

### Ammodernamento tra Cambridge e Huntingdon
Il progetto di ammodernamento della A14 nel tratto compreso tra Cambridge e Huntingdon, inizialmente denominato "A14 Ellington to Fen Ditton", fu sviluppato con l'obiettivo di affrontare i gravi problemi di congestione lungo la tratta esistente, fortemente utilizzata da traffico locale, mezzi pesanti e collegamenti tra la M11 e la A1(M). Un'ulteriore motivazione riguardava lo stato critico del viadotto di Huntingdon, ormai prossimo alla fine della propria vita utile.
Presentato nel 2005, il piano prevedeva sia l'ampliamento di tratti esistenti sia la costruzione di nuove tratte. Con un costo stimato inizialmente tra i 690 milioni e 1,2 miliardi di sterline, il progetto rappresentava l'intervento più oneroso del programma stradale nazionale. Nel 2009, tuttavia, i costi stimati raggiunsero 1,3 miliardi, sollevando critiche legate all'impatto ambientale, ai costi elevati e alla mancanza di soluzioni alternative al trasporto su gomma. Il progetto venne ufficialmente cancellato nel 2010 per motivi di sostenibilità economica.
Nel 2011 fu avviata una nuova consultazione pubblica, denominata "A14 Challenge", che portò alla definizione di un piano rivisto ma sostanzialmente simile al precedente. Le principali modifiche includevano la realizzazione di un bypass a sud di Huntingdon, l'ampliamento dell'A1 tra Brampton e Alconbury, il potenziamento dell'A14 tra Swavesey e Milton e la costruzione di una nuova strada di accesso locale tra Swavesey e Girton. Il viadotto di Huntingdon venne incluso tra le strutture da demolire, rendendo obsoleta la tratta urbana della A14.
Il progetto, approvato nel 2016, fu completato nel 2020, con un costo complessivo compreso tra 1,2 e 1,8 miliardi di sterline. Il bypass tra Brampton e Swavesey fu aperto, con un anno di anticipo, nel dicembre 2019, mentre la tratta rimamente nel maggio del 2020. La nuova infrastruttura, pur non essendo classificata formalmente come autostrada, presenta caratteristiche da smart motorway, tra cui segnaletica a messaggio variabile, piazzole SOS ed esclusione del traffico non motorizzato o agricolo. È inoltre predisposta per l'introduzione di limiti di velocità dinamici, in attesa dell’approvazione normativa.
Con l'apertura del bypass, la vecchia sezione urbana della A14 attraverso Huntingdon è stata chiusa al traffico e il viadotto demolito, con interventi pianificati per nuovi collegamenti urbani entro il 2022. Un aspetto culturale legato ai lavori è rappresentato dalle opere dell'artista locale Michael Murfin, che ha documentato la fase costruttiva mediante una serie di dipinti raffiguranti operai e macchinari, in particolare nella zona del fiume Great Ouse.

## Gestione
La gestione della strada A14 è affidata a National Highways, l'ente pubblico responsabile delle principali infrastrutture stradali in Inghilterra.